# Iceage
Iceage es una banda danesa de rock formada en el 2008 en la ciudad de Copenhague con una fuerte influencia heredada del punk rock de los años 70, caracterizados por sus sonidos veloces y experimentales. Ha incursionado también en géneros como el hardcore punk, art punk y indie rock, siendo comparados con Fugazi y otras bandas del género.

## Integrantes

### Formación actual
- Johan Surrballe Wieth - guitarra
- Dan Kjær Nielsen - batería
- Elias Bender Rønnenfelt - vocalista, guitarra
- Jakob Tvilling Pless - bajo
- Casper Morilla - guitarra

## Discografía

### Álbumes de estudio
- 2011: "New Brigade"
- 2013: "You're Nothing"
- 2014: "Plowing Into the Field of Love"
- 2018: "Beyondless"
- 2021: "Seek Shelter"

### EP
- 2009: "Æsjo"
- 2009: "Iceage"
- 2011: "Coalition"
- 2013: "To the Comrades"

### Recopilaciones
- 2011: SPIN Presents Brooklyn Rocks!: A Northside Fest Mixtape 2011
- 2011: Music Mondays: May 2nd, 2011
- 2011: Music Mondays: June 27th, 2011
- 2012: Rough Trade Shops: Counter Culture 11
- 2013: Dokument #1
- 2013: AIM Independent Music Awards 2013: Nominees Sampler
- 2013: It's Been a Business Doing Pleasure With You
- 2014: Live, April Fools Day Tempe, AZ

### Sencillos
- "You're Nothing"
- "Ecstasy"
- "Coalition"
- "Broke Bone"
- "White Rune"
- "Wounded Hearts"
- "To the Comrades"
- "Jackie"
- "Forever"
- "How Many"
- "The Lord's Favorite"